# LATAM Perú
LAN Peru, tên đầy đủ là LAN Perú S.A. (mã IATA = LP, mã ICAO = LPE) là hãng hàng không, trụ sở ở Lima, Peru. Lan Peru là hãng phụ thuộc của LAN Airlines (NYSE: LFL). Hãng có các tuyến đường quốc nội và quốc tế. Căn cứ chính của hãng ở Sân bay quốc tế Jorge Chávez, Lima.

## Lịch sử
LAN Peru được thành lập từ tháng 7/1998 và bắt đầu hoạt động từ ngày 2.7.1999 bằng chuyến bay quốc nội giữa Sân bay quốc tế Jorge Chávez tới Sân bay quốc tế Alejandro Velasco Astete, Cusco và Sân bay quốc tế Rodriguez Ballon, Arequipa. Ngày 15.11.1999 hãng mở tuyến đường quốc tế tới Sân bay quốc tế Miami. Tháng 9/2002 LAN Airlines mua 49% cổ phần của hãng, ER Larraín 30% và Inversiones Aereas 21%. Hãng hiện có 1.500 nhân viên (tháng 3/2007).

## Các nơi đến

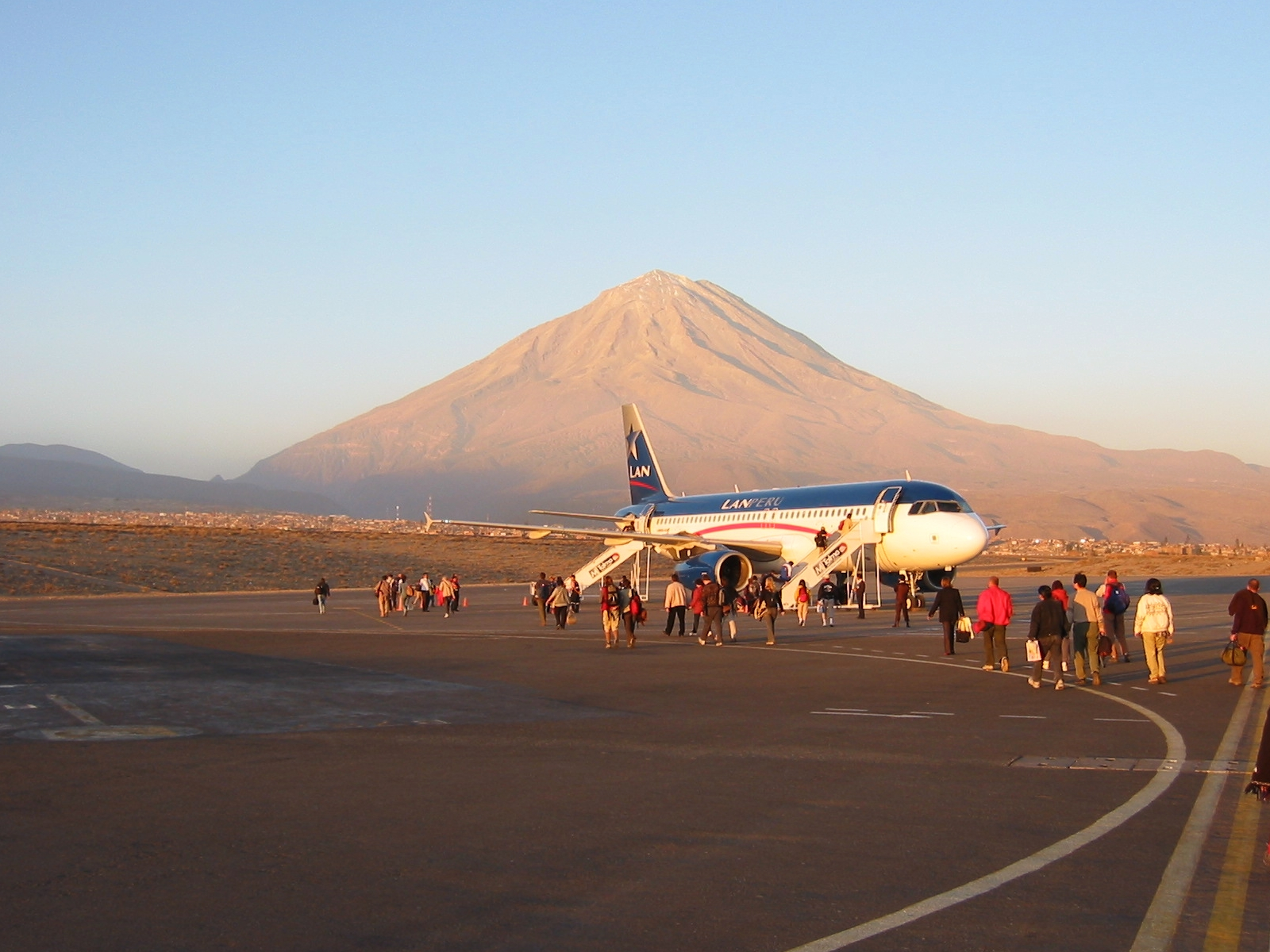
Máy bay Airbus A320 của LAN Peru ở Sân bay quốc tế Rodríguez Ballón, Arequipa.

(Tháng 3/2007):
- Argentina
  - Buenos Aires
- Brasil
  - São Paulo
- Bolivia
  - La Paz
  - Santa Cruz de la Sierra
- Chile
  - Santiago
- Colombia
  - Bogotá
  - Medellín
- Ecuador
  - Guayaquil
  - Quito
- Hoa Kỳ
  - Los Angeles
  - Miami
  - New York
- México
  - Mexico City
- Tây Ban Nha
  - Madrid
- Venezuela
  - Caracas

- Peru
  - Arequipa
  - Cusco
  - La Libertad
    - Trujillo

  - Lambayeque
    - Chiclayo

  - Lima
  - Loreto
    - Iquitos

  - Madre de Dios
    - Puerto Maldonado

  - Piura
  - Puno
  - San Martín
    - Tarapoto

  - Tacna
  - Tumbes
    - Tumbes[2]

  - Ucayali
    - Pucallpa

## Đội máy bay

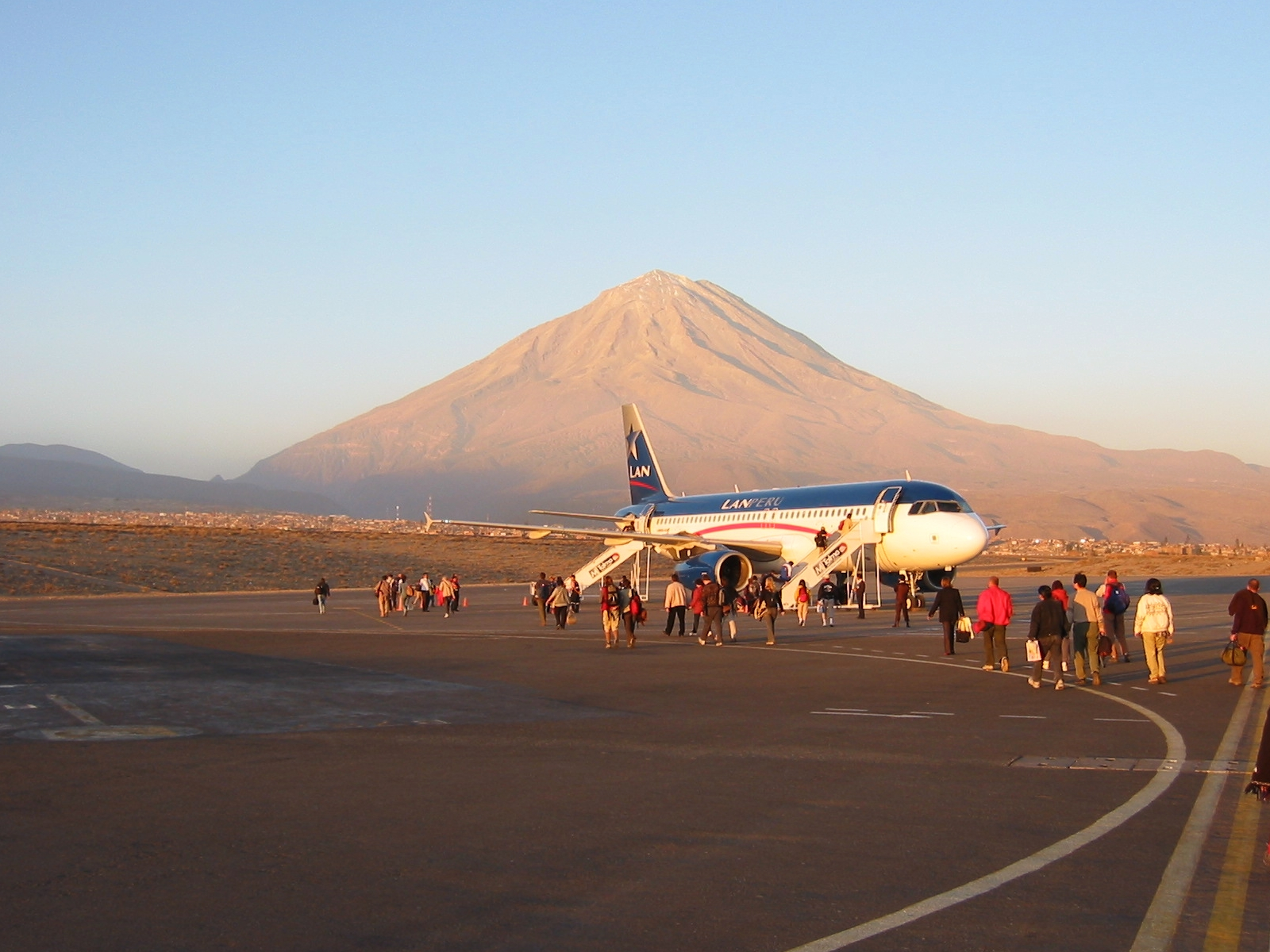
Máy bay A320 của LAN Peru ở Sân bay quốc tế Rodriguez Ballon, Arequipa.

LAN Peru sử dụng 11 máy bay Airbus A319 và Boeing 767-300ER của LAN Airlines (đăng ký ở Chile). Trước đây hãng sử dụng các máy bay Airbus A320 và Boeing 737-200, đăng ký ở Bermuda bay dưới hiệu cờ Peru.